# 2013 en hockey sur glace
Cette page présente les éléments de hockey sur glace de l'année 2013, que ce soit d'un point de vue rencontres internationales ou championnats nationaux. Les grandes dates des différentes compétitions sont données ainsi que les décès de personnalités du hockey mondial.

## Amérique du Nord

### Ligue nationale de hockey
Toute la première partie de la saison 2012-2013 de la Ligue nationale de hockey est annulée en raison de négociations pour la mise en place collective ; finalement, le 6 janvier un accord est trouvé et le lock-out levé. La saison débute finalement le 19 janvier avec vingt-six équipes sur trente jouant dès cette première soirée ; les derniers matchs du calendrier sont prévus le 27 avril avec le début des séries éliminatoires trois jours plus tard.

### Ligue américaine de hockey
Dans la Ligue américaine de hockey, le Match des étoiles de la saison 2012-2013 a lieu le 28 janvier dans la ville de Providence dans le Rhode Island. Les Griffins de Grand Rapids remportent leur première Coupe Calder à l'issue des séries en battant en finale le Crunch de Syracuse, 4 matchs à 2 le 18 juin.

## Europe

### Coupe continentale
La finale de la Coupe continentale se déroule en Ukraine, du 11 au 13 janvier, au Palais des sports Droujba à Donetsk. Les équipes présentes pour la finale sont : les Dragons de Rouen de France, le club italien du Hockey Club Bolzano, les Biélorusses du Metallourg Jlobine et enfin l'équipe locale du Donbass Donetsk. Le Donbass Donetsk remporte la compétition en remportant ses trois rencontres sur les scores de 1-0 contre Jlobine, 3-0 contre Bolzano et enfin 7-1 contre Rouen.
L'effectif sacré champion est le suivant : 
- Gardiens de but : Ján Laco, Stepan Goriatchevskikh
- Défenseurs : Oskars Bārtulis, Jan Kolář, Sergueï Peretiaguine, Peter Podhradský, Pasi Puistola, Sergueï Terechtchenko, Clay Wilson
- Attaquants : Ievgueni Dadonov, Vitali Donika, Lukáš Kašpar, Tuomas Kiiskinen, Denis Kotchetkov, Maksim Kvitchenko, Oleksandr Materoukhine, Václav Nedorost, Fredrik Pettersson, Randy Robitaille, Serhiï Varlamov, Aleksandr Vassiliev, Petteri Wirtanen
- Entraîneur : Július Šupler

La finale de la Coupe d'Europe féminine a lieu en Finlande, du 22 au 24 février, à la Oulun Energia Areena à Oulu. Outre le club local Kärpät Oulu, elle oppose les suédoises du MODO Hockey, le HK Tornado de Russie et les ZSC Lions de Suisse. Déjà vainqueur en 2010 et 2012, le HK Tornado remporte sa troisième couronne européenne.

### France

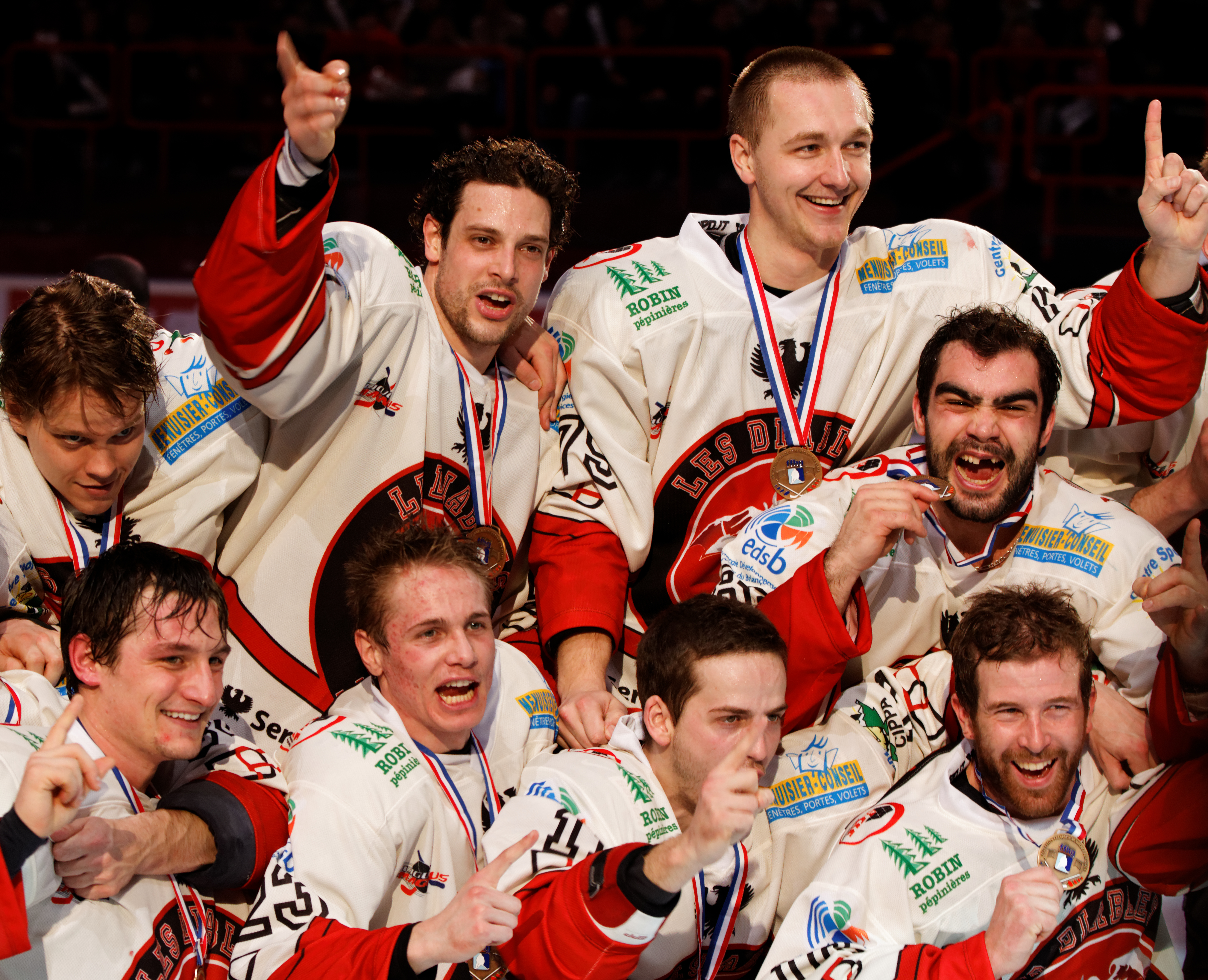
L'équipe de Briançon remporte la Coupe de France.

La finale de la Coupe de France a lieu le 17 février dans la patinoire du Palais omnisports de Paris-Bercy. Elle oppose les Ducs d'Angers aux Diables rouges de Briançon. Briançon remporte la deuxième Coupe de France de son histoire en s'imposant sur le score de 2-1. Marc-André Bernier ouvre le score au bout d'un quart d'heure de jeu sur une supériorité numérique et Toby Lafrance vient doubler la marque au début du deuxième tiers-temps, une nouvelle fois sur une supériorité numérique. Quelques minutes après Brian Henderson réduit l'écart à 2-1 mais finalement Florian Hardy et Ronan Quemener dans les buts de chaque côté arrêteront tous les tirs par la suite. Quemener, le portier de Briançon, est élu meilleur joueur de la rencontre.
L'effectif vainqueur de la Coupe de France est le suivant :
- Gardiens de but : Aurélien Bertrand et Ronan Quemener
- Défenseurs : Pierre Crinon, Viktor Szélig, Wysopal, Jakob Milovanovič, Teddy Trabichet, Florian Chakiachvili, Michal Korenko
- Attaquants : Thybaud Rouillard, Peter Bourgaut, Matthieu Frecon, Cédric Di Dio Balsamo, Mitja Šivic, Olli Jokinen, Loïc Lampérier, Boštjan Goličič, Marc-André Bernier, David Labrecque, Teemu Linkomaa, Sébastien Rohat et Toby Lafrance
- Entraîneur : Antoine Lucien Basile

La finale de la Coupe Magnus de la saison 2012-2013 élite oppose les Ducs d'Angers, meilleure équipe de la saison régulière, aux Dragons de Rouen, deuxièmes au classement. Les Ducs ayant terminé la saison devant ont l'avantage de la glace et ainsi les deux premières rencontres de la saison sont jouées sur la glace d'Angers. Rouen gagne les deux parties mais concède par la suite les deux confrontations suivantes à domicile. Ainsi, au bout de quatre rencontres, les deux formations sont à égalité deux matchs partout et elles se partagent les deux victoires suivantes. Un septième match est joué le 9 avril 2013 dans la Patinoire du Haras. Les deux équipes ne parviennent pas à se départager au cours du temps réglementaire et finalement François-Pierre Guénette offre une quatrième Coupe consécutive aux Dragons au bout d'un peu plus d'un minute de prolongation.

### Italie

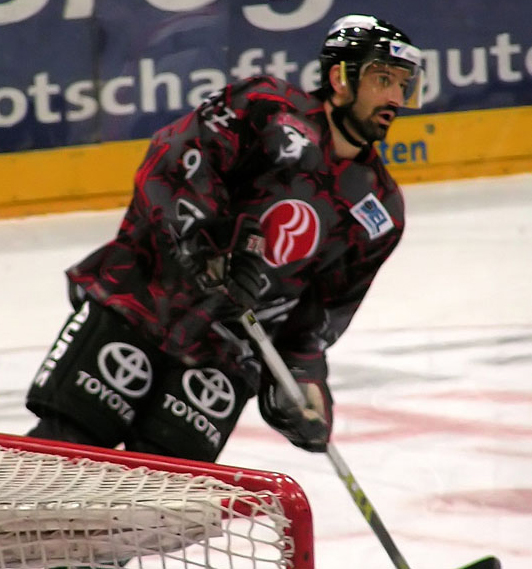
Ralph Intranuovo vainqueur de la Coupe d'Italie avec le HC Valpellice

Les phases finales de la Coupe d'Italie ont lieu les 12 et 13 janvier : les demi-finales sont jouées le samedi 12 avec l’opposition de l'AS Renon et l'Hockey Club Alleghe d'un côté et le HC Pustertal-Val Pusteria au HC Valpellice de l'autre. Alleghe remporte sa demi-finale sur le score 3-2 après prolongation ; alors qu'il reste moins d'une minute de jeu, Renon mène 2-1 mais avec sept secondes de jeu, Nicola Fontanive permet à Alleghe de décrocher la prolongation. L'autre demi voit la victoire de Valpellice sur le score de 5-1. Rob Sirianni est sacré meilleur joueur de la finale avec quatre buts en finale pour la victoire de Valpellice en finale 7-3,.
L'effectif sacré champion est le suivant : 
- Gardiens de but : Andrea Rivoira, Jordan Parisé
- Défenseurs : Florian Runer, Andrea Schina, Trevor Johnson (C), Nick Anderson, Slavomír Tomko, Martino Durand Varese
- Attaquants : Marco Pozzi, Pietro Canale, Paolo Nicolao, Brodie Dupont, Stefano Coco, Nate DiCasmirro, Ralph Intranuovo, Matteo Mondon Marin, Anthony Aquino, Brian Ihnacak, Alex Silva, Robert Sirianni
- Entraîneur : Mike Flanagan

À la fin de la saison régulière, c'est l'Associazione Sportiva Asiago Hockey qui remporte le titre de champion 2012-2013 d'Italie. L'effectif sacré champion est le suivant : 
- Gardien but : Tyler Plante, Alessandro Tura
- Défenseurs : Daniel Sullivan, Enrico Miglioranzi, Jeremy Rebek, Stefano Marchetti, Michele Strazzabosco, Lorenzo Casetti, Michele Stevan, Enrico Pesavento
- Attaquants : Chris DiDomenico, Layne Ulmer, Sean Bentivoglio, Matteo Tessari, Dave Borrelli (C), Paul Zanette, Federico Benetti, Nicola Tessari, Luca Rigoni, Mirko Prest
- Entraîneur : John Parco.

## Compétitions internationales

### Championnat du monde
Ayant lieu à Oufa en Russie depuis le 26 décembre 2012, le Championnat du monde junior se conclut le 5 janvier avec la victoire 3-1 en finale des États-Unis sur la Suède. Les Russes complètent le podium à la suite de leur succès 6-5 en prolongation contre les Canadiens, ces derniers ne gagnant pas de médaille dans cette compétition pour la première fois depuis 1998.
Disputé depuis le 28 décembre 2012 à Heinola et Vierumäki en Finlande, le Championnat du monde féminin des mois de 18 ans se termine le 5 janvier, les Canadiennes conservant leur couronne face aux Américaines. La Suède s'adjuge le bronze.

## Autres

### Fins de carrière
- 8 janvier : Kristian Huselius[25]
- 15 janvier : Serge Aubin[26]
- 18 janvier : Dick Tärnström[27]
- 21 janvier : Jörg Reber[Note 1],[28]
- 23 janvier : Tomas Holmström[29]
- 28 janvier : Fabrizio Conte[30]
- 11 février : Claudio Micheli[Note 1],[31]
- 14 février : Andrew Brunette[32]
- 17 février : Māris Ziediņš[33]
- 19 février : Mathieu Darche[34]
- 28 février : Timo Koskela[35]
- 4 mars : Silvan Anthamatten[36]
- 7 mars : Ronny Keller, (paralysé à la suite d’une blessure)[37].
- 8 mars : Régis Fuchs[38]
- 14 mars : Fredrik Bremberg
- 18 mars : Patrick Desrochers
- 21 mars : Alekseï Kovaliov
- 25 mars : Corsin Camichel[39]
- 26 mars : Niclas Wallin
- 27 mars : Roman Šimíček[40]
- 29 mars : Brett Engelhardt
- 30 mars : François Rozenthal
- 30 mars : Maurice Rozenthal
- 4 avril : Vadim Tarassov
- 10 avril : Per Johan Axelsson
- 11 avril : Serhiï Klimentiev
- 12 avril : Antero Niittymäki
- 12 avril : Colin Chaulk
- 14 avril : Christian Haldimann[41]
- 15 avril : Tore Vikingstad
- 18 avril : Johan Åkerman
- 18 avril : Sarah Vaillancourt
- 20 avril : Greg Owen
- 22 avril : 
  - Jiri Dopita
  - Kim St-Pierre[42]
- 24 avril : Niclas Hävelid
- 24 avril : Caitlin Cahow
- 27 avril : Mike Madill
- 27 avril : Karen Thatcher
- 30 avril : Brian Rolston
- 20 mai : Fabian Gull[43]
- 31 mai : Mattias Timander
- 2 juin : Maksim Sokolov
- 4 juin : 
  - David Moravec
  - Maksim Galanov
- 6 juin : Andy McDonald
- 27 juin : Jimmie Ölvestad
- 27 juin : Tamas Sille
- 8 juillet : Josef Boumedienne
- 9 juillet : Vitali Iatchmeniov
- 10 juillet : Greg Amadio.
- 15 juillet : Blake Geoffrion
- 24 juillet : Andy Delmore
- 26 juillet : Martin Ančička
- 29 juillet : Thor Dresler
- 31 juillet : Milan Kraft
- 31 juillet : Žigmund Pálffy
- 2 août : Maksim Balmotchnykh
- 9 août : Jody Shelley
- 14 août : Mike Craig
- 14 août : Lars Jonsson
- 29 août : Toni Lydman
- 30 août : Jason King
- 1er septembre : Domenic Pittis[44]
- 5 septembre : Maksim Souchinski
- 25 septembre : Éric Bélanger
- 9 octobre: Kyle Wellwood
- 13 octobre : Wes O'Neill
- 19 octobre : Adrian Aucoin
- 19 octobre : Brandon Svendsen
- 20 octobre : Roman Hamrlík
- 20 octobre : Martin Biron
- 5 novembre : Jason Arnott
- 6 novembre : Tony Salmelainen
- 13 novembre : Milan Hejduk
- 3 décembre : Niklas Sundström
- 4 décembre : Oleg Petrov
- 6 décembre : Jay Pandolfo
- 13 décembre : Jamal Mayers[45]
- 19 décembre : Oleg Tverdovski
- 20 décembre : Pavel Kubina

### Décès
- 2 janvier : Wren Blair[46]
- 6 février : Roland Dellsperger[47]
- 13 février : François Cuenat[48]
- 10 mars : Jim Anderson[49]
- 10 mars : František Gregor[50]
- 21 mars : Ken Wellman[51]
- 26 mars : Wayne Fleming[52]
- 31 mars : Dmitri Outchaïkine[53]
- 16 avril : Pentti Lund[54]
- 25 avril : Elvis Bešlagić[55]
- 27 avril : Tim Taylor[56]
- mai : Andrzej Nowak[57]
- 11 juin : Kristiāns Pelšs[58]
- 12 juin : Scott Winkler[59]
- 5 août : Shawn Burr
- 9 août : Vladimir Vikoulov
- 19 août : Matti Murto
- 24 septembre : Viktor Zinger
- 26 septembre : Denis Brodeur[60]
- 22 novembre : Aleksandr Komarov
- 23 novembre : Connie Broden
- 10 décembre : Maurice Benoit[61]